# Plunket Point
Der Plunket Point ist ein Felssporn in der antarktischen Ross Dependency. Am Nordende der Dominion Range markiert er den Ort des Zusammenflusses von Beardmore- und Mill-Gletscher. 
Das Kap wurde von Teilnehmern der Nimrod-Expedition (1907–1909) unter der Leitung des britischen Polarforschers Ernest Shackleton entdeckt. Benannt ist es nach William Plunket, 5. Baron Plunket (1864–1920), dem damaligen Generalgouverneur von Neuseeland.